# Tamás Kiss
Tamás Kiss (n. 9 mai 1987, Ajka, Veszprém, Ungaria) este un canoist ce a reprezentat Ungaria, medaliat olimpic. A participat la o ediție a Jocurilor Olimpice (2008) în care a câștigat o medalie de bronz.

## Participări
Lista de mai jos prezintă principalele competiții la care a participat Tamás Kiss de-a lungul carierei.
- canoeing at the 2008 Summer Olympics – men's C-2 1000 metres[*]